# Марко Малвалди
Марко Малвалди (на италиански: Marco Malvaldi) е италиански писател, автор на произведения в жанра криминален роман.

## Биография и творчество
Роден е на 27 януари 1974 г. в Пиза, Италия. Завършва химия в университета на Пиза. След дипломирането си в продължение на 10 години работи като научен сътрудник в катедрата по химия и индустриална химия на университета. Едновременно се занимава с барокова музика. През 2007 г., докато завършва докторската си дисертация в университета, завършва и първия си роман.
Първият му роман „Игра за петима“ от криминалната поредица „Бар Луме“ е публикуван през 2007 г. Главен герой е барманът Масимо и четирима пенсионери кибици в бара, които обсъждат, спорят и разнищват убийството на млада жена в техния град в Тоскана. Масимо е поставен в ролята на следовател аматьор, сътрудничейки си с полицейската комисарка Витория Фуско. Групата открива, че първоначалните им подозрения и слухове не са верни. Романът представя анализ и забавна картина на съвременния живот в малкия италиански град.
През 2013 г. започва екранизация на романите и разказите в популярната италианска телевизионна филмова поредица I delitti del BarLume с участието на Филипо Тими в ролята на Масимо.
През 2011 г. е издаден историческият му криминален роман „Мирисът на тайната“ (Odore di chiuso), представящ историята на бащата на съвременната италианска кухня – гастронома Пелегрино Артузи, който провежда през юни 1895 г. разследване в замъка на барон Рокапенденте. Романът е отличен с наградите „Кастильончело“ и „Изола де Елба“.
През 2017 г. е удостоен с италианската награда „Азимов“ за научнопопулярни книги за книгата си Le due teste del tiranno. Metodi matematici per la libertà.
Марко Малвалди живее със семейството си във Векиано.[източник? (Поискан преди 38 дни)]

## Произведения

### Самостоятелни романи
- Odore di chiuso (2011)
- Milioni di milioni (2012)
- Argento vivo (2013)
- Buchi nella sabbia (2015)
- Negli occhi di chi guarda (2017)
- La misura dell'uomo (2018)
- Vento in scatola (2019) – с Глей Гамури
- Il borghese Pellegrino (2020)
- Chi si ferma è perduto (2022) – със Саманта Брицоне
- Oscura e Celeste (2023)
- La regina dei sentieri (2024) – със Саманта Брицоне

### Самостоятелни разкази
- Cose che non puoi capire, в Igea e psiche. Racconti di vita sospesa (2012)

### Серия „Бар Луме“ (BarLume)
1. La briscola in cinque (2007)
Игра за петима, изд.: ИК „Авлига“, София (2015), прев. Иво Йонков
2. Il gioco delle tre carte (2008)
3. Il re dei giochi (2010)
4. La carta più alta (2012)
5. Il telefono senza fili (2014)
6. La battaglia navale (2016)
7. A bocce ferme (2018)
8. Bolle di sapone (2021)
9. La morra cinese (2023)
10. Piomba libera tutti (2025)

Към серията

#### Сборници
- Sei casi al BarLume (2016)

#### Разкази
- L'esperienza fa la differenza, в Un Natale in giallo (2011)
- Il Capodanno del Cinghiale, в Capodanno in giallo (2012)
- Azione e reazione, в Ferragosto in giallo (2013)
- La tombola dei troiai, в Regalo di Natale (2013)
- Costumi di tutto il mondo, в Carnevale in giallo (2014)
- Aria di montagna, в Vacanze in giallo (2014)
- Non si butta via nulla, в La crisi in giallo (2015)
- Fase di transizione, в Turisti in giallo (2015)
- Donne con le palle, в Calcio in giallo (2016)
- In crociera con il Cinghiale, в Viaggiare in giallo (2017)
- Voi, quella notte, voi c’eravate, в Un anno in giallo (2017)
- L'uomo vestito di arancione, в Una giornata in giallo (2018)
- Qualcuno alla finestra, in Cinquanta в blu (2019)
- Giovedì gnocchi, in Una settimana в giallo (2021)
- Un regalo che solo io posso farti, в Una notte in giallo (2022)
- Concorrenza sleale, в Cucina in giallo (2023)

### Документалистика
- Sol levante e pioggia battente (2011)
- Scacco alla torre (2011) – пътеводител за Пиза
- La pillola del giorno prima: vaccini, epidemie, catastrofi, paure e verità (2012) – с Роберто Вака
- Tra foce e pineta. Volti, paesaggi e parole dal litorale pisano (2012)
- La famiglia Tortilla (2014) – гастрономически пътеводител на Барселона
- Capra e calcoli. L'eterna lotta tra gli algoritmi e il caos (2014) – с Дино Лепорини
- Le regole del gioco. Storie di sport e altre scienze inesatte (2015)
- Di cosa sono fatti i sogni (2016)
- L'infinito tra parentesi. Storia sentimentale della scienza da Omero a Borges (2016)
- Le due teste del tiranno. Metodi matematici per la libertà (2017) – Награда „Азимов“
- L'architetto dell'invisibile ovvero come pensa un chimico. Scienza e idee (2017)
- Per ridere aggiungere acqua. Piccolo saggio sull'umorismo e il linguaggio (2018)
- Caos (2019)
- La misura del virus. Dalla peste al Covid-19: antiche pandemie e difese nuove (2020)
- La direzione del pensiero. Matematica e filosofia per distinguere cause e conseguenze (2020)
- Cultura e scienza (2021)
- Il secondo principio (2021)
- Dodici. Un numero che mette d'accordo (2024)
- Rigore di testa. Storie di pallone, paradossi, algoritmi: il calcio e i numeri come non li avevate mai immaginati (2024)

### Детски книжки
- Leonardo e la marea (2015) – със Саманта Брицоне
- Il Castello dalle Mille Botole. Favola per far restare svegli i bambini (2020)
- Chiusi fuori (2022) – със Саманта Брицоне
- La molla e il cellulare. Che differenza c'è tra una scoperta e un'invenzione? (2022) – със Саманта Брицоне
- Perché studiare chimica (non) è difficile (2023)
- Non c'è un cane (2024) – със Саманта Брицоне

### Екранизации

#### Серия тв филмиI delitti del BarLume
- 2013 Il re dei giochi
- 2013 La carta più alta
- 2015 La tombola dei Troiai
- 2015 La briscola in cinque
- 2016 Il telefono senza fili
- 2016 Azione e Reazione
- 2017 Aria di mare
- 2017 La loggia del Cinghiale
- 2018 Un due tre stella!
- 2018 La battaglia navale
- 2018 Il battesimo di Ampelio
- 2019 Hasta Pronto Viviani
- 2020 Donne con le palle
- 2020 Ritorno a Pineta
- 2021 Mare forza quattro
- 2021 Tana libera tutti
- 2022 Compro Oro
- 2022 A bocce ferme
- 2023 Indovina chi?
- 2023 Resort Paradiso
- 2023 E allora Zumba!
- 2024 Il pozzo dei desideri
- 2024 La girata
- 2024 Sopra la panca
- 2025 Non è un paese per bimbi
- 2025 Gatte da pelare
- 2025 Sasso carta forbici